# Pastiches des aventures de Sherlock Holmes

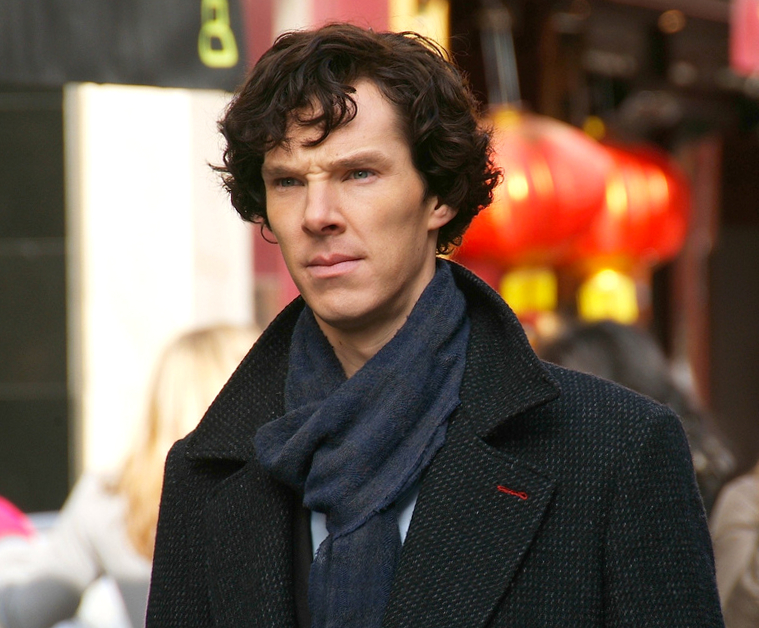
Benedict Cumberbatch joue le rôle-titre dans Sherlock une série télévisée policière contemporaine inspirée des nouvelles originales de Arthur Conan Doyle.

Les pastiches des aventures de Sherlock Holmes sont des œuvres inspirées de celle de Conan Doyle et faisant expressément usage du personnage. Les premiers pastiches sont contemporains du créateur du personnage (Doyle est décédé en 1930). Toutefois, à l'inverse de l'écrivain-culte de littérature fantastique H. P. Lovecraft et du Cercle lovecraftien, Conan Doyle ne suscita jamais de son vivant une « école holmesienne » regroupant ses élèves, fils spirituels et fans. [réf. nécessaire]

## Pastiches et avatars dans la littérature policière mondiale

### Pastiches
Un des tout premiers pastiches en langue française (cf infra concernant le roman de Maurice Leblanc de 1906) doit être attribué à Hector Fleischmann qui signa Le rival de Sherlock Holmès en 1910?
En 1954, Adrian Conan Doyle, le fils d'Arthur Conan Doyle, rédige, en collaboration avec l'écrivain américain John Dickson Carr, une série de douze nouvelles réunies en volume sous le titre Les Exploits de Sherlock Holmes. Chaque nouvelle de ce recueil prend pour point de départ une aventure mentionnée dans ses récits par le Dr Watson, mais non racontée par ses soins.

### Avatars
Le tout premier avatar en langue française est né sous la plume de Maurice Leblanc qui, le 15 juin 1906, publia dans le mensuel Je sais tout une nouvelle titrée « Sherlock Holmes arrive trop tard » (retitrée ultérieurement « Herlock Sholmès arrive trop tard », dans le recueil Arsène Lupin gentleman cambrioleur), mettant conjointement en scène le gentleman cambrioleur, opposé au détective britannique et à son faire-valoir Watson, qui réapparaîtront dans les deux volets — La Dame blonde et La Lampe juive — constituant ultérieurement le recueil Arsène Lupin contre Herlock Sholmès. Les personnages de Sherlock Holmes et du docteur Watson deviendront, dans les éditions définitives des œuvres de Maurice Leblanc, « Herlock Sholmès » (avec un accent grave sur le nom) et « Wilson », tandis que la célèbre adresse du détective britannique, 221b Baker Street, devient, sous la plume de Maurice Leblanc, « Parker street, 219 ». L'intention de Maurice Leblanc de pasticher l'œuvre de Conan Doyle transparaît dans une description qu'il fait de « Herlock Sholmès » : 
 L'aptitude et l'inclination de Maurice Leblanc pour le pastiche se manifesteront ultérieurement, en 1927, avec un hommage du romancier au personnage du chevalier Dupin et à son auteur Edgar Allan Poe, dans une nouvelle, L'Homme à la peau de bique, qui sera à la fois un pastiche de Double assassinat dans la rue Morgue et un exercice de style sur les capacités d'un détective en fauteuil, comme le personnage de... Mycroft Holmes, frère de Sherlock, en était l'exemple le plus représentatif au début du XXe siècle.
La série des Harry Dickson, conçue dès 1907 par les auteurs allemands Kurt Matull et Theo von Blankensee puis reprise en 1928 par l'écrivain belge Jean Ray, figure au rang des avatars les plus célèbres et populaires  de Sherlock Holmes… au point d'avoir elle-même à son tour engendré une  véritable Dicksoniana (sic). Harry Dickson, version rayenne qui a totalement éclipsé le terne héros allemand d'origine, est véritablement devenu le pendant de Sherlock Holmes dans la littérature d'expression française. Gérard Dôle reste le plus prolifique auteur du genre.
Le fat français Jules de Grandin de l'écrivain américain vedette de Weird Tales Seabury Quinn, et son faire-valoir new jerséen d'une dizaine d'années son aîné, le docteur Samuel Trowbridge.
Grand admirateur de Doyle - avec qui il correspondit pendant sa jeunesse -, l'écrivain américain August Derleth a créé le personnage de Solar Pons, pendant anglo-saxon de Dickson dont il est d'ailleurs à peu près contemporain au niveau de la création.

## Littérature fantastique et de science fiction
Après le roman policier, deux courants contemporains distincts de ces types de littérature ont régulièrement « détourné » le personnage de Sherlock Holmes : le courant Gaslight Fantasy pour le premier et le Steampunk pour le second.

## Liste non exhaustive des pastiches
Cet article recense des aventures s'inspirant à divers niveaux de l'univers et des personnages présents dans les aventures de Sherlock Holmes telles qu'écrites par Sir Arthur Conan Doyle.
- Sherlock Holmes en Sibérie (1909) d'P. Orlovets
- Défi à Sherlock Holmes (2012) de Béatrice Nicodème, où le détective est confronté à un criminel machiavélique qui lui envoie des lettres signées "Le Cancrelat".
- La Fin de Sherlock Holmes (1911) de Sergueï Solomine
- Sherlock Holmes contre Jack l'Éventreur (1967) d'Ellery Queen
- La Vie privée de Sherlock Holmes (1970) de Michael et Mollie Hardwick
- La Solution à sept pour cent (1974), de Nicholas Meyer. Holmes y rencontre le docteur Sigmund Freud, qui le soigne de son addiction à la cocaïne.
- L'Horreur du West End (The West End Horror) (1976), de Nicholas Meyer. Holmes y rencontre Oscar Wilde et Bram Stoker.
- Le Rat géant de Sumatra (1976), de Rick Boyer.
- L'Affaire Holmes-Dracula (The Holmes-Dracula file) (1978) de Fred Saberhagen, roman d'horreur et de fantastique.
- L'Ultime Défi de Sherlock Holmes (1978), où Holmes affronte Jack l'Éventreur, de Michael Dibdin.
- Sherlock Holmes en échecs (The Chess Mysteries of Sherlock Holmes) (1979) de Raymond Smullyan
- Marx et Sherlock Holmes (1981)  d'Alexis Lecaye
- Élémentaire, mon cher Holmes (1982, repris plus tard dans Histoires secrètes de Sherlock Holmes) d'Albert Davidson (pseudonyme de René Reouven) : enquête autour d'un manuscrit maudit (variation sur le thème de Dr Jekyll et Mr Hyde)
- Le Secret de la pyramide (Young Sherlock Holmes) (1985 en VO, 1986 en VF)[4], de Alan Arnold et Chris Columbus : Sherlock Holmes adolescent (novélisation du film éponyme)
- Le docteur résout l'énigme (The Doctor's Case) (1987), de Stephen King
- Einstein et Sherlock Holmes (1989) d'Alexis Lecaye
- The Secret Files of Sherlock Holmes (1990), de June Thomson
- Les Carnets secrets de Sherlock Holmes" (The Secret Chronicles of Sherlock Holmes (1992), de June Thomson
- Flowers for the Dead (1992), de June Thomson
- Les Dossiers secrets de Sherlock Holmes (The Secret Journals of Sherlock Holmes) (1993), de June Thomson
- Histoires secrètes de Sherlock Holmes (1993) de René Reouven. Recueil de huit pastiches érudits, dans lesquels Sherlock Holmes croise, entre autres, la route de héros de Courteline, du docteur Moreau d'H. G. Wells, ainsi que celle du jeune Joseph Conrad. Contient : Élémentaire, mon cher Holmes (1982), L'Assassin du boulevard (1985), Le Bestiaire de Sherlock Holmes, Le Détective volé (1988), Les Passe-temps de Sherlock Holmes (1989), Le Drame ténébreux qui se déroula entre les frères Atkinson de Trincomalee (1989), Histoires secrètes de 1887 et La Plus Grande Machination du siècle (1990).
- Sherlock Holmes et le Fantôme de l'Opéra (The Canary Trainer) (1993), de Nicholas Meyer.
- La Liste des sept (1993)  et Les Six Messies (1995), deux romans fantastiques de Mark Frost, dont le personnage principal est Conan Doyle accompagnant un personnage qui est censé lui avoir inspiré Sherlock Holmes.
- Dracula et les spirites (Seance for a vampire) (1994), de Fred Saberhagen. Roman d'horreur et de fantastique.
- Watson et Holmes (Holmes and Watson: A Study in Friendship) (1995), de June Thomson
- Élémentaire, ma chère Sarah (O Xangô de Baker Street) (1995): Sherlock Holmes au Brésil de Jô Soares avec l'apparition de Sarah Bernhardt.
- Sherlock Holmes et l'Apicultrice ou Les aventures de Mary Russell et Sherlock Holmes(1997), une série de romans en trois tomes écrite par Laurie King, où Sherlock Holmes rencontre Mary Russell (en) et en fait son apprentie : Sacrifier une reine, Le Cercle des héritières et Une lettre de Marie-Madeleine.
- L’Étrange Affaire du chat de madame Hudson (1997), où le physicien Colin Bruce (en) lui fait redécouvrir par la déduction - et présenter - toute la physique moderne. Traduit par Alain Bouquet et dont un chapitre est en ligne.
- Sherlock Holmes revient (1998) et la série Sherlock Holmes et les espions du Kaiser  (à partir de 1999), de Thierry Martens (sous le pseudonyme de Yves Varende).
- The Secret Documents of Sherlock Holmes (1999), de June Thomson.
- Le Mandala de Sherlock Holmes (1999), Jamyang Norbu
- Élémentaire, mon cher Watson (2002), du physicien Colin Bruce (en), où ce sont les mathématiques, par la logique et les probabilités qui interviennent dans douze enquêtes.
- L'Instinct de l'équarrisseur (2002), de Thomas Day.
- Le Crime étrange de Mr Hyde et Les Hommes de cire (2002), de Jean-Pierre Naugrette.
- Une étude en vert (A Study in Emerald) (2003), de Neil Gaiman.
- Les Carnets secrets de Sherlock Holmes (The Secret Notebooks of Sherlock Holmes) (2004), de June Thomson.
- Le Testament de Sherlock Holmes (2005), de Bob Garcia
- Les Abeilles de monsieur Holmes (A Slight Trick of the Mind, 2005) de Mitch Cullin. Narre la retraite de Sherlock Holmes.
- Le Secrétaire italien (2006), de Caleb Carr
- Sherlock Holmes et associés (2008), de Tracy Mack et Michael Citrin, où la bande des Irréguliers apporte de l'aide au grand détective, leur "Maître".
- La Jeunesse de Sherlock Holmes (2008), de Shane Peacock
- Le Fantôme de Baker Street (2008) de Fabrice Bourland. Sherlock Holmes n’est pas le personnage principal, mais c’est en la compagnie de celui-ci, ou plutôt de son ectoplasme, que les détectives Singleton et Trelawney parviennent à résoudre le mystère.
- Sherlock Holmes et le mystère du Haut-Koenigsbourg (2009), de Jacques Fortier. Holmes est confronté à l'empereur Guillaume II en 1909 en Alsace. Le roman a été adapté en bande dessinée en avril 2013.
- série Les Premières Aventures de Sherlock Holmes (Young Sherlock Holmes) (2010-2015), d'Andrew Lane (en)
- Les Aventures alsaciennes de Sherlock Holmes (2011) de Christine Muller. Huit nouvelles mettant en scène Holmes et Watson en Alsace en 1898.
- La Maison de soie (2011), de Anthony Horowitz.
- Sherlock, Lupin et moi (2011-2020) d'Irène Adler (pseudonyme d'Alessandro Gatti). Série de romans jeunesse.
- Le Mystère Sherlock (2012), de J.M. Erre.
- L'Étrange Cas du docteur Watson et de Sherlock Holmes (2012), de Conan Loyde. Holmes et Watson réactualisés au XXIe siècle.
- L'Affaire Sherlock H. (2013), de Gaël Bordet chez Bayard Jeunesse
- The Bee-keeper's Tale: Mr Holmes' Curious Odyssey (2013), de Brian D. McCredie
- Quand Murdoch rencontre Sherlock (A Study in Sherlock) (2013), dans l'épisode quatre de la sixième saison de la série télévisée canadienne Les Enquêtes de Murdoch créée par Maureen Jennings.
- Moriarty (2014), de Anthony Horowitz.
- Le Cinquième Cœur (2015), un roman de Dan Simmons relatant la rencontre de Henry James et de Sherlock Holmes.
- Sherlock Holmes : L'Ombre du « Grand Détective » (2016), anthologie dirigée par Fabrice Mundzik aux éditions Bibliogs. Regroupe 28 pastiches publiés entre 1905 et 1937.
- En quête… d’enquêtes ! (Arsène Lupin, Sherlock Holmes, Maigret et Cie) (2016), anthologie, Bibliogs.
- Le Gambit du détective, roman court dans le recueil L'Empire électrique (2017), de Victor Fleury (Bragelonne).
- Sherlock Holmes en Limousin, Jean-Louis Boudrie, éd. La Geste, 1 septembre 2021.
- Sherlock Holmes à Limoges sur Porcelaine, Jean-Louis Boudrie, éd. la Geste, 28 octobre 2022.

### À dater
- Les Vacances de Sherlock Holmes de Martine Ruzé-Moëns.
- Sherlock Holmes revient de André-Paul Duchâteau.
- Sherlock Holmes Memorial de Jacques Baudou et Paul Gayot.
- Bonne Nuit Mr Holmes, Sherlock Holmes et sa muse, Holmes contre l'irrésisitible Irène et La Dernière Valse d'Irène de Carole Nelson Douglas, série où l'héroïne est Irène Adler..
- Sherlock Holmes dans la collection « Bibliothèque verte » chez Hachette Jeunesse par Allen Sharp.
- Les Nombreuses Vies de Sherlock Holmes, collectif proposant des études sur le personnage ainsi que des nouvelles qui le mettent en scène.

## Autres pastiches ou réécritures
Quelques auteurs ont repris les codes du roman policier selon Conan Doyle, pour le pasticher. C’est le cas de :
- Maurice Leblanc avec Arsène Lupin contre Herlock Sholmès ; Herlock Sholmès apparaît également dans d'autres récits, dont 813 et L'aiguille creuse
- Plus fort que Sherlock Holmes, une nouvelle de Mark Twain
- La série Wiggins de Béatrice Nicodème
  - Wiggins et le perroquet muet
  - Wiggins et la ligne chocolat
  - Un rival pour Sherlock Holmes
  - Wiggins et Sherlock contre Napoléon
  - Wiggins chez les Johnnies
  - Défi à Sherlock Holmes
  - Wiggins et les plans de l'ingénieur
  - Wiggins, apprenti détective.
- Mémoires de Mary Watson (1980) Jean Dutourd
- Les Enquêtes d'Enola Holmes, 6 romans de (2006 - 2011) de Nancy Springer, où Enola est la sœur cadette de Mycroft et de Sherlock.
- À la manière de... de Paul Reboux
- Sherlock Holmes en orbite (1995) : anthologie dirigée par Mike Resnick et Martin H. Greenberg de 26 nouvelles d'écrivains ayant écrit des récits mettant en scène Sherlock Holmes
- Larsen Hupin dans les pas de Charles Kolms, où le détective est accompagné du Dr Whyson.

## Pastiches en bande dessinée
Plusieurs auteurs ont rendu hommage au détective en le parodiant. Ces pastiches ont été regroupés avec les adaptations plus respectueuses du « canon » holmésien.